# Dolany (okres Kladno)
Dolany (Duits: Qualisch of Dollan bei Kladen) is een Tsjechische gemeente in de regio Midden-Bohemen en maakt deel uit van het district Kladno. Het dorp ligt op 5 km afstand van de stad Kladno, 3,5 km van Unhošť en 20 km van Praag.
Dolany telt 274 inwoners (2022).

## Etymologie
De naam Dolany betekent bewoners van het dal en verwijst naar de ligging van het dorp in het ondiepe dal van de Dolanskýbeek (stroomafwaarts bekend als Zákolanskýbeek). In de vroegste bronnen, tot de 16e eeuw, komt het dorp voor onder de verkleinvorm Dolánky. Bij de huidige vorm van de naam, die vanaf 1656 (Dorf Dolan) weer werd gegeven, is men weer van de verkleinvorm afgestapt, wat mogelijk verband houdt met de groei van het dorp in die periode.

## Geschiedenis
De eerste schriftelijke vermelding van het dorp (villam Dolanky) dateert van 1384.
Sinds 1960 is Dolany een zelfstandige gemeente binnen het district Kladno.

## Bezienswaardigheden
- Kapel op het dorpsplein;
- Monument voor de gevallenen tijdens de Eerste Wereldoorlog, tegenover de kapel;
- Twee herdenkingsbomen (zomereiken), waarvan eentje in de tuin van huis nr. 20 en eentje achter de tuinen aan de westkant van het dorp;
- Monument voor het vliegtuigongeluk, bij de bosschage tussen de velden ten zuidwesten van het dorp. Op 13 februari 1947 kwam een bemanning van drie personen om het leven, doordat een Douglas DC-3-vliegtuig (OK-XDU) van de Tsjecho-Slowaakse luchtvaartmaatschappij neerstortte.

## Verkeer en vervoer

### Autowegen
Er leiden regionale wegen naar het dorp. 1-1,5 km buiten Dolany lopen weg I/61, snelweg D7 en snelweg D6.

### Spoorlijnen
Er is geen spoorlijn of station in het dorp. Het dichtstbijzijnde station is station Unhošť op 1 km afstand van het dorp. Dat station ligt aan spoorlijn 120 Praag - Kladno - Rakovník.

### Buslijnen
Er rijdt dagelijks een buslijn Kladno - Hřebeč - Dobrovíz - Jeneč (12 keer per dag) door het dorp. De buslijn wordt geëxploiteerd door vervoerder ČSAD MHD Kladno.

## Galerij

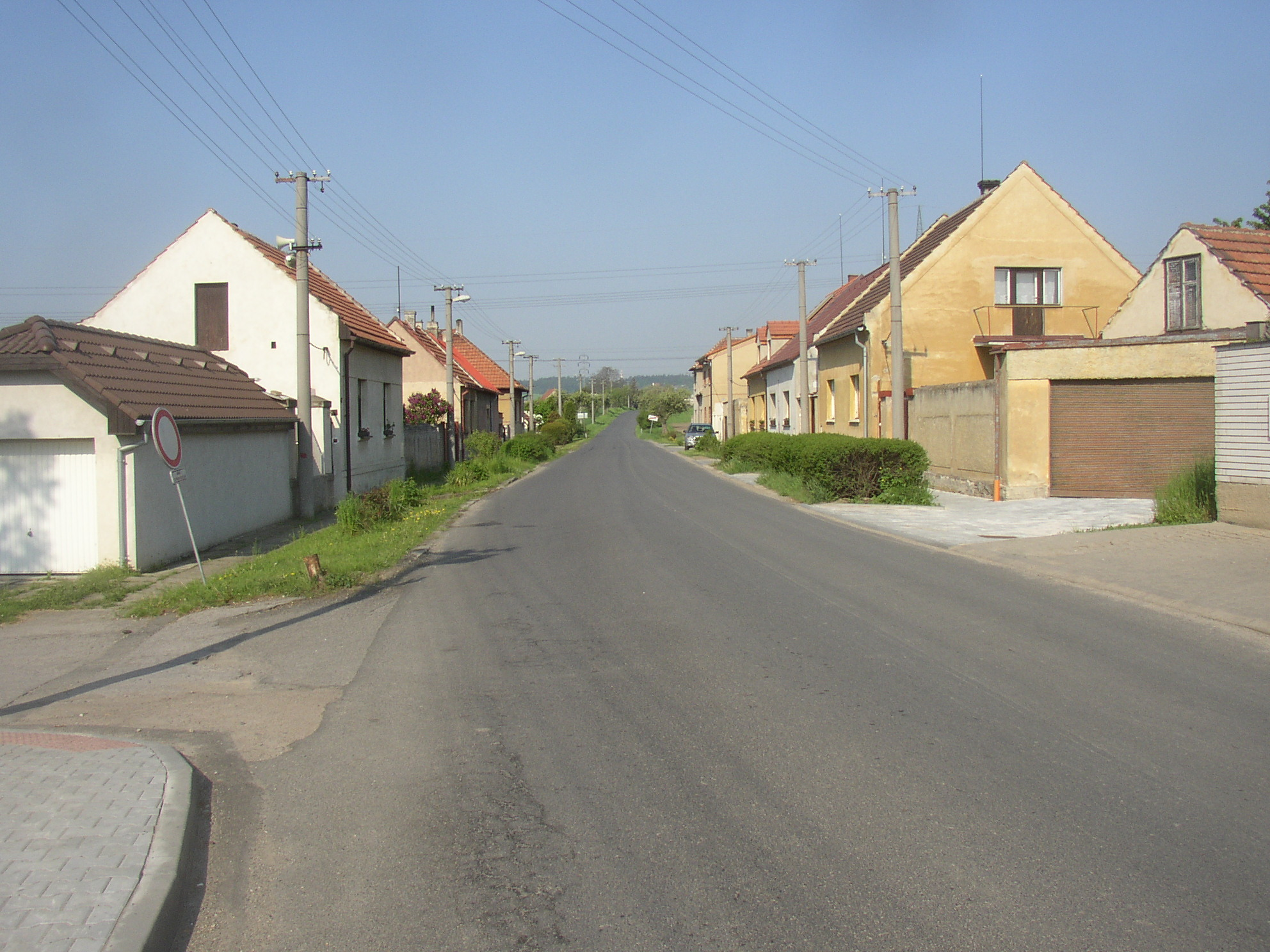
Weg naar Velké Přítočno
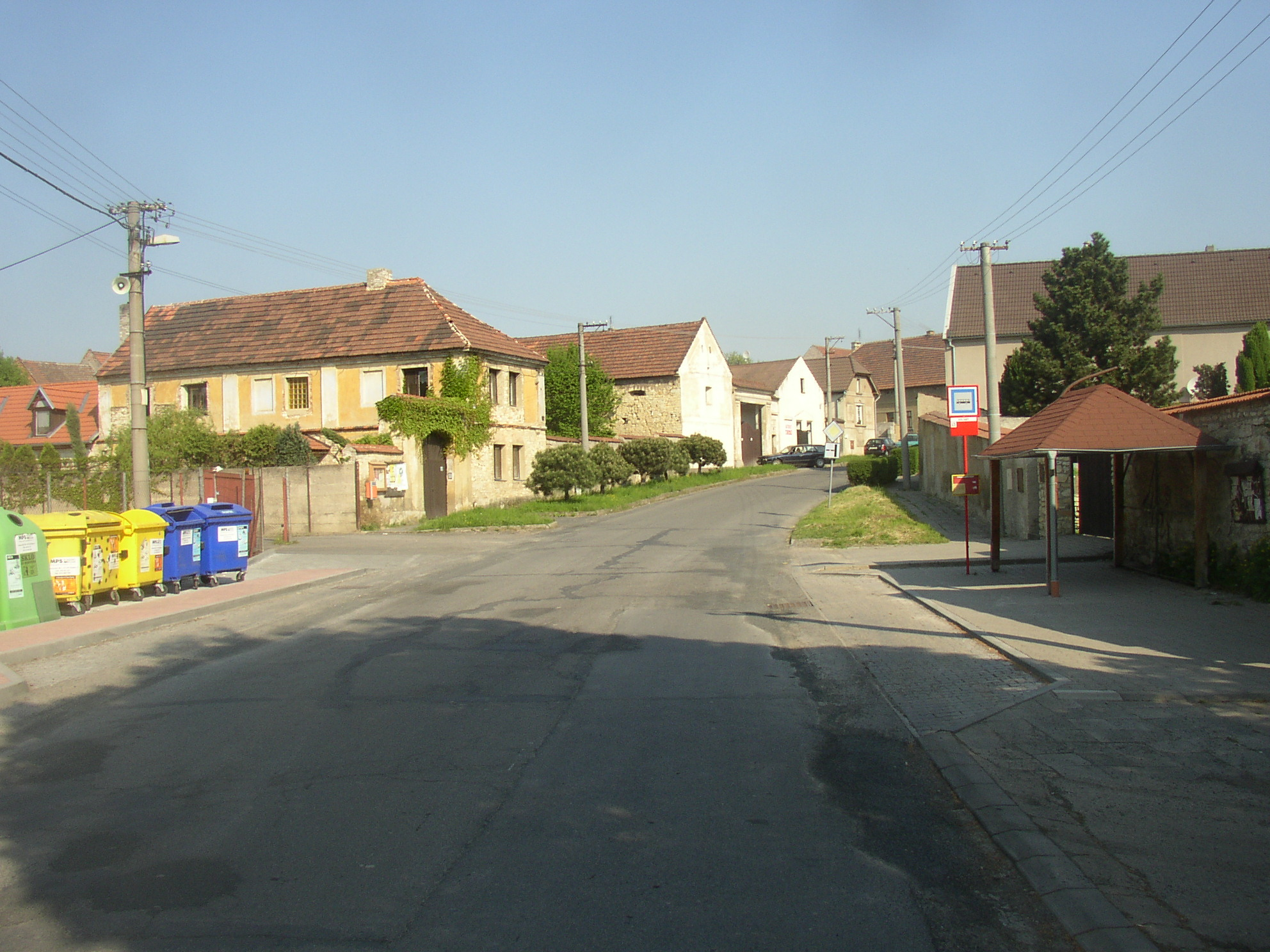
Hoofdstraat
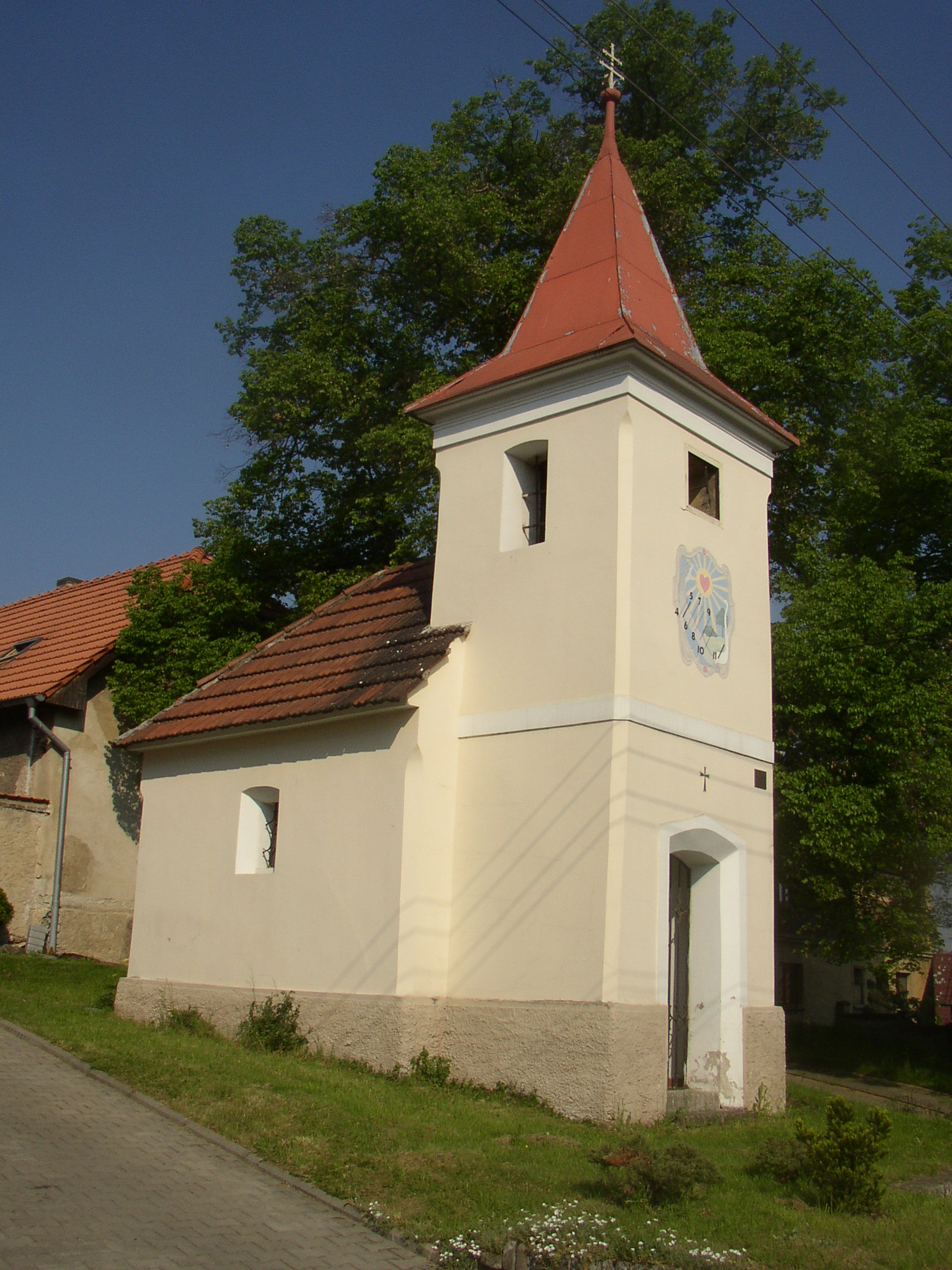
Kapel op het dorpsplein
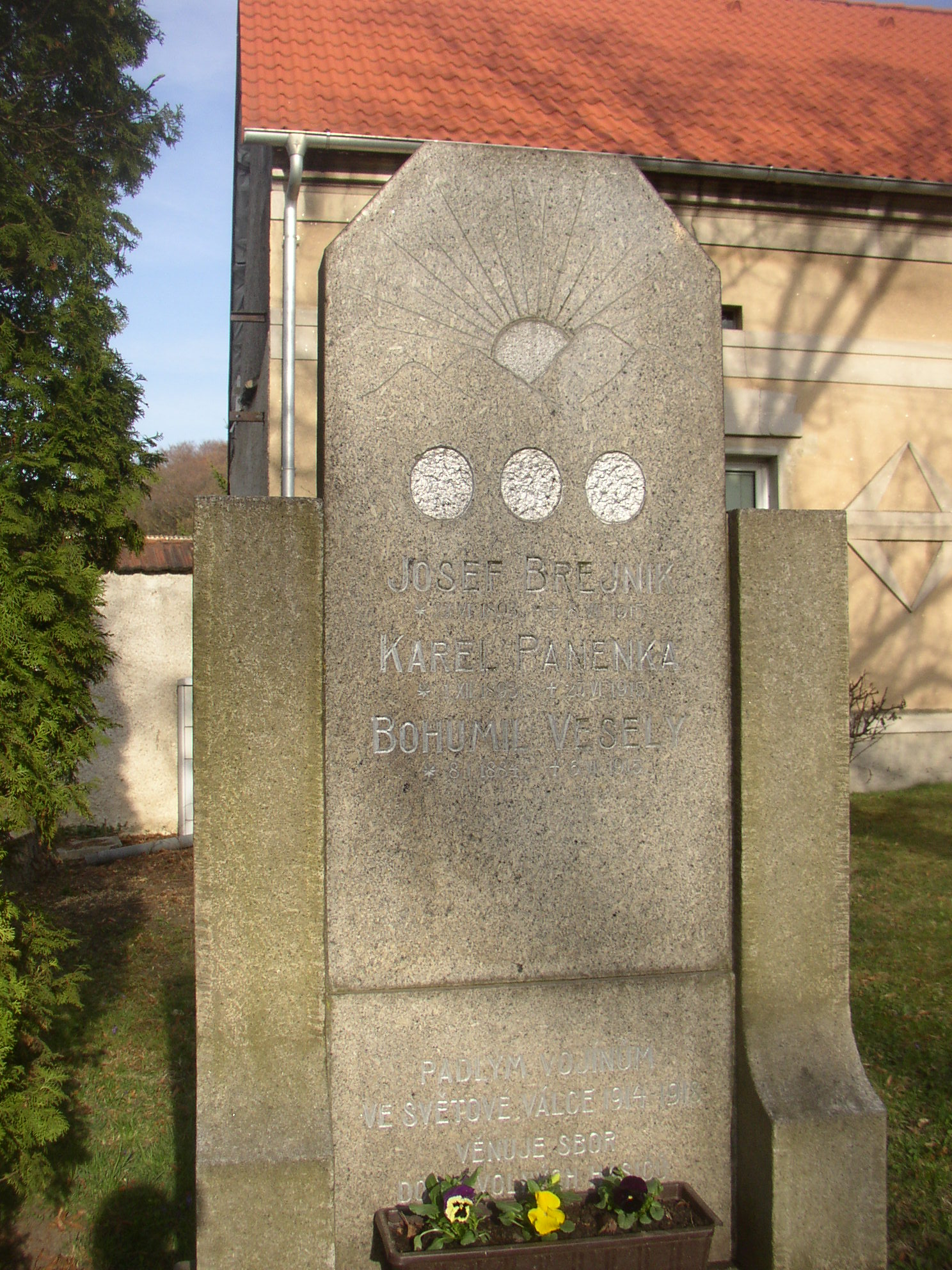
Monument voor de gevallenen tijdens de Eerste Wereldoorlog
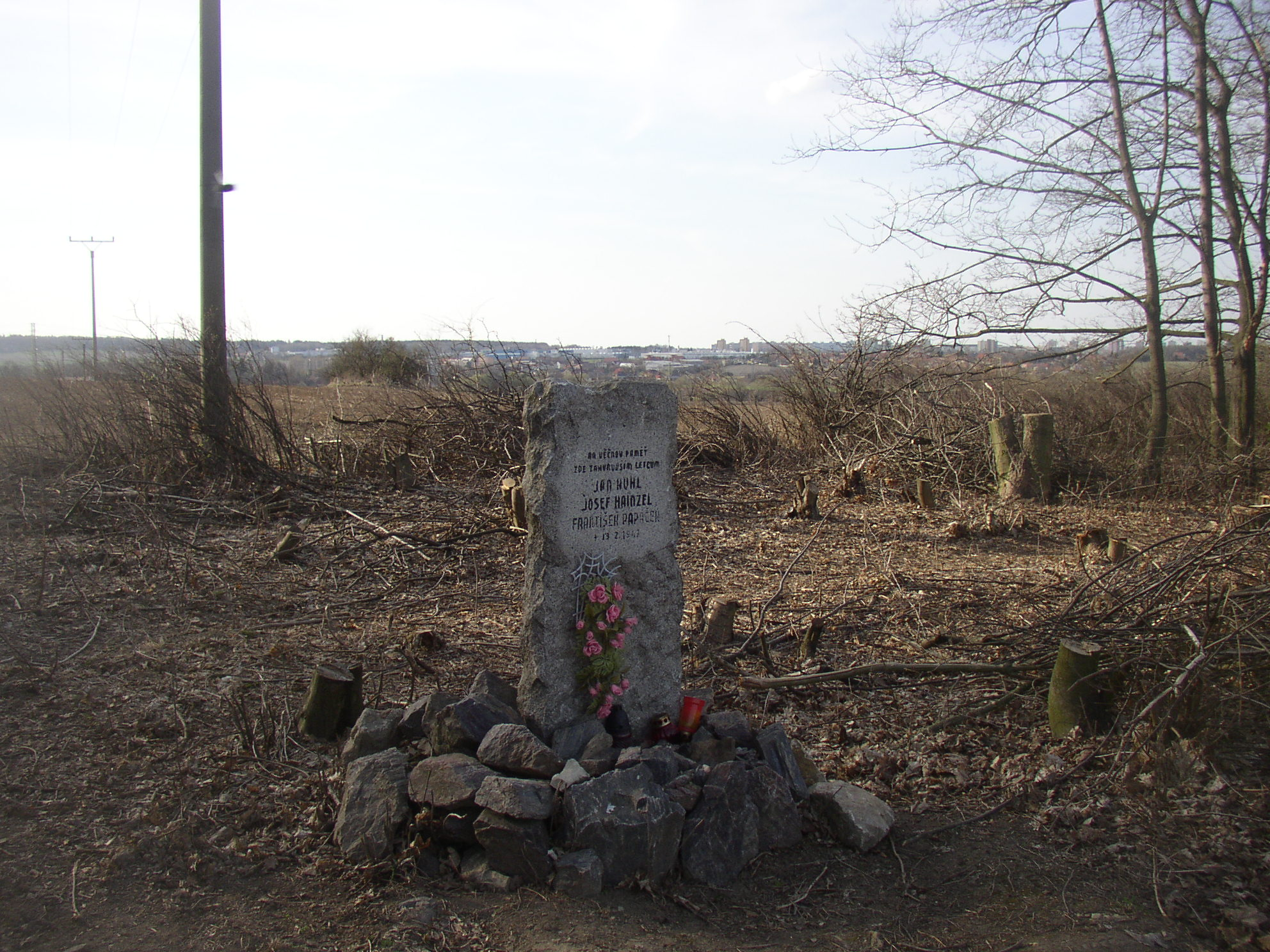
Monument voor het vliegtuigongeluk